# 新韋塞利
新韋塞利是捷克的城鎮，位於該國中部奧斯拉瓦河畔，距離首府伊赫拉瓦27公里，由維索基納州負責管轄，面積9.51平方公里，海拔高度555米，2006年人口1,238。

## 外部連結
- Czech Statistical Office: Municipalities of Žďár nad Sázavou District